# Lawrence Brown
Pour les articles homonymes, voir Brown.
Cet article possède un paronyme, voir Lawrence Gerald Brown.
Brown Lawrence est un tromboniste américain né à Lawrence, Kansas, en 1907, et décédé en 1988.

## Biographie
Lawrence Brown est né le 3 août 1907 à Kansas City. Il commence sa carrière avec Paul Howards et Charlie Echols puis rejoint en 1932 l'orchestre de Duke Ellington.
En 1951, il abandonne l'orchestre pour jouer dans le groupe de Johnny Hodges. Il y reste jusqu'en 1955, puis travaille dans la CBS pendant cinq années en tant que musicien, poste qu'il abandonne pour rejoindre à nouveau Duke Ellington. Il s'en sépare finalement en 1970. Brown est alors un tromboniste consacré et reconnu.
Il fut marié à l'actrice Fredi Washington.
Lawrence Brown décède le 5 septembre 1988 à Los Angeles (Californie).

## Discographie
- The Sheik of Araby (avec Ellington, 1932)
- Rose of the Rio Grande (avec Ellington, 1938)
- All too soon (avec Ellington, 1940 )
- Midriff (avec Ellington, 1960)
- Jeep's blues (1965)
- Far East Suite (avec Ellington, 1966)